# Lypha ornata
Lypha ornata là một loài ruồi trong họ Tachinidae.